# Triple saut aux championnats d'Europe d'athlétisme en salle
Pour un article plus général, voir Championnats d'Europe d'athlétisme en salle.
Le triple saut masculin fait partie des épreuves inscrites au programme des premiers Championnats d'Europe en salle (Jeux européens en salle de 1966 à 1969). Les femmes participent à cette compétition depuis 1990.
Avec six titres, le Géorgien Viktor Saneïev est l'athlète le plus titré dans cette compétition. 
Les records des championnats d'Europe en salle appartiennent chez les hommes au Français Teddy Tamgho (17,92 m en 2011), et chez les femmes à la Britannique Ashia Hansen (15,16 m en 1998).

## Palmarès

### Hommes
| Édition                        | Or                         | Argent                       | Bronze                     |                         |
| Jeux européens en salle        | Jeux européens en salle    | Jeux européens en salle      | Jeux européens en salle    | Jeux européens en salle |
| ------------------------------ | -------------------------- | ---------------------------- | -------------------------- | ----------------------- |
| 1966                           | Șerban Ciochină (ROU)      | Michael Sauer (FRG)          | Petr Nemšovský (TCH)       |                         |
| 1967                           | Petr Nemšovský (TCH)       | Henrik Kalocsai (HUN)        | Aleksandr Zolotaryov (URS) |                         |
| 1968                           | Nikolay Dudkin (URS)       | Viktor Saneyev (URS)         | Luis Felipe Areta (ESP)    |                         |
| 1969                           | Nikolay Dudkin (URS)       | Zoltán Cziffra (HUN)         | Carol Corbu (ROU)          |                         |
| Championnats d'Europe en salle |                            |                              |                            |                         |
| 1970                           | Viktor Saneyev (URS)       | Jörg Drehmel (GDR)           | Șerban Ciochină (ROU)      |                         |
| 1971                           | Viktor Saneyev (URS)       | Carol Corbu (ROU)            | Gennadiy Savlevich (URS)   |                         |
| 1972                           | Viktor Saneyev (URS)       | Carol Corbu (ROU)            | Valentyn Shevchenko (URS)  |                         |
| 1973                           | Carol Corbu (ROU)          | Michał Joachimowski (POL)    | Mikhail Bariban (URS)      |                         |
| 1974                           | Michał Joachimowski (POL)  | Mikhail Bariban (URS)        | Bernard Lamitié (FRA)      |                         |
| 1975                           | Viktor Saneyev (URS)       | Michał Joachimowski (POL)    | Gennady Bessonov (URS)     |                         |
| 1976                           | Viktor Saneyev (URS)       | Carol Corbu (ROU)            | Bernard Lamitié (FRA)      |                         |
| 1977                           | Viktor Saneyev (URS)       | Jaak Uudmäe (URS)            | Bernard Lamitié (FRA)      |                         |
| 1978                           | Anatoliy Piskulin (URS)    | Keith Connor (GBR)           | Aleksandr Yakovlev (URS)   |                         |
| 1979                           | Gennadiy Valyukevich (URS) | Anatoliy Piskulin (URS)      | Jaak Uudmäe (URS)          |                         |
| 1980                           | Béla Bakosi (HUN)          | Jaak Uudmäe (URS)            | Gennadiy Kovtunov (URS)    |                         |
| 1981                           | Shamil Abbyasov (URS)      | Klaus Kübler (FRG)           | Aston Moore (GBR)          |                         |
| 1982                           | Béla Bakosi (HUN)          | Gennadiy Valyukevich (URS)   | Nikolay Musiyenko (URS)    |                         |
| 1983                           | Nikolay Musiyenko (URS)    | Gennadiy Valyukevich (URS)   | Béla Bakosi (HUN)          |                         |
| 1984                           | Grigoriy Yemets (URS)      | Vlastimil Mařinec (TCH)      | Béla Bakosi (HUN)          |                         |
| 1985                           | Khristo Markov (BUL)       | Ján Čado (TCH)               | Volker Mai (GDR)           |                         |
| 1986                           | Māris Bružiks (URS)        | Vladimir Plekhanov (URS)     | Béla Bakosi (HUN)          |                         |
| 1987                           | Serge Hélan (FRA)          | Khristo Markov (BUL)         | Nikolay Musiyenko (URS)    |                         |
| 1988                           | Oleg Sakirkin (URS)        | Béla Bakosi (HUN)            | Vasif Asadov (URS)         |                         |
| 1989                           | Nikolay Musiyenko (URS)    | Volker Mai (GDR)             | Milan Mikuláš (TCH)        |                         |
| 1990                           | Igor Lapshin (URS)         | Oleg Sakirkin (URS)          | Tord Henriksson (SWE)      |                         |
| 1992                           | Leonid Voloshin (EUN)      | Serge Hélan (FRA)            | Vasiliy Sokov (EUN)        |                         |
| 1994                           | Leonid Voloshin (RUS)      | Denis Kapustin (RUS)         | Vasiliy Sokov (RUS)        |                         |
| 1996                           | Māris Bružiks (LAT)        | Francis Agyepong (GBR)       | Armen Martirosyan (ARM)    |                         |
| 1998                           | Jonathan Edwards (GBR)     | Charles Friedek (GER)        | Serge Hélan (FRA)          |                         |
| 2000                           | Charles Friedek (GER)      | Rostislav Dimitrov (BUL)     | Paolo Camossi (ITA)        |                         |
| 2002                           | Christian Olsson (SWE)     | Marian Oprea (ROU)           | Aleksandr Glavatskiy (BLR) |                         |
| 2005                           | Igor Spasovkhodskiy (RUS)  | Mykola Savolainen (UKR)      | Aleksandr Petrenko (RUS)   |                         |
| 2007                           | Phillips Idowu (GBR)       | Nathan Douglas (GBR)         | Aleksandr Sergeyev (RUS)   |                         |
| 2009                           | Fabrizio Donato (ITA)      | Viktor Yastrebov (UKR)       | Igor Spasovkhodskiy (RUS)  |                         |
| 2011                           | Teddy Tamgho (FRA)         | Fabrizio Donato (ITA)        | Marian Oprea (ROU)         |                         |
| 2013                           | Daniele Greco (ITA)        | Ruslan Samitov (RUS)         | Aleksey Fyodorov (RUS)     |                         |
| 2015                           | Nelson Évora (POR)         | Pablo Torrijos (ESP)         | Marian Oprea (ROU)         |                         |
| 2017                           | Nelson Évora (POR)         | Fabrizio Donato (ITA)        | Max Hess (GER)             |                         |
| 2019                           | Nazim Babayev (AZE)        | Nelson Évora (POR)           | Max Hess (GER)             |                         |
| 2021                           | Pedro Pichardo (POR)       | Alexis Copello (AZE)         | Max Hess (GER)             |                         |
| 2023                           | Pedro Pichardo (POR)       | Nikólaos Andrikópoulos (GRE) | Max Hess (GER)             |                         |
| 2025                           | Andy Díaz (ITA)            | Max Hess (GER)               | Andrea Dallavalle (ITA)    |                         |

### Femmes
| Édition | Or                           | Argent                      | Bronze                        |
| ------- | ---------------------------- | --------------------------- | ----------------------------- |
| 1990    | Galina Chistyakova (URS)     | Helga Radtke (GDR)          | Ana Isabel Oliveira (POR)     |
| 1992    | Inessa Kravets (EUN)         | Sofiya Bozhanova (BUL)      | Helga Radtke (GER)            |
| 1994    | Inna Lasovskaya (RUS)        | Anna Biryukova (RUS)        | Sofiya Bozhanova (BUL)        |
| 1996    | Iva Prandzheva (BUL)         | Šárka Kašpárková (CZE)      | Olga Vasdeki (GRE)            |
| 1998    | Ashia Hansen (GBR)           | Šárka Kašpárková (CZE)      | Yelena Lebedenko (RUS)        |
| 2000    | Tatyana Lebedeva (RUS)       | Cristina Nicolau (ROU)      | Iva Prandzheva (BUL)          |
| 2002    | Tereza Marinova (BUL)        | Ashia Hansen (GBR)          | Yelena Oleynikova (RUS)       |
| 2005    | Viktoriya Gurova (RUS)       | Magdelín Martínez (ITA)     | Carlota Castrejana (ESP)      |
| 2007    | Olesya Bufalova (RUS)        | Olesya Bufalova (RUS)       | Teresa Nzola Meso Ba (FRA)    |
| 2009    | Anastasiya Taranova (RUS)    | Marija Šestak (SVN)         | Dana Veldáková (SVK)          |
| 2011    | Simona La Mantia (ITA)       | Olesya Zabara (RUS)         | Dana Veldáková (SVK)          |
| 2013    | Olha Saladuha (UKR)          | Irina Gumenyuk (RUS)        | Simona La Mantia (ITA)        |
| 2015    | Yekaterina Koneva (RUS)      | Gabriela Petrova (BUL)      | Hanna Knyazyeva-Minenko (ISR) |
| 2017    | Kristin Gierisch (GER)       | Patricia Mamona (POR)       | Paraskevi Papahristou (GRE)   |
| 2019    | Ana Peleteiro (ESP)          | Paraskevi Papahristou (GRE) | Olha Saladuha (UKR)           |
| 2021    | Patricia Mamona (POR)        | Ana Peleteiro (ESP)         | Neele Eckhardt (GER)          |
| 2023    | Tuğba Danışmaz (TUR)         | Dariya Derkach (ITA)        | Patrícia Mamona (POR)         |
| 2025    | Ana Peleteiro-Compaoré (ESP) | Diana Ana Maria Ion (ROU)   | Senni Salminen (FIN)          |